# Зграда Уметничке колоније у Сићеву
Зграда Уметничке колоније у Сићеву, а некадашња стара основна школа налази се у градској општини Нишка Бања. Објекат је изграђен 1902. године, а проглашен је за споменик културе Србије.

## Опште информације
Зграда је једноставни приземни и угаони објекат са високим и добро осветљеним прозорима и поседује све карактеристике школских зграда са краја 19. и почетка 20. века. Зграда такође поседује складан дворишни простор.
Године 1905. Надежда Петровић је овој згради основала први Југословенску сликарску колонију у којој су били : Иван Грохар, Рихард Јакопич, Ташко Вучетић, Иван Мештровић, Емануел Видовић и други.
Након што је Сићевачка ликовна колонија поново почела са радом 1964. године, просторије у овој згради се наменски користе за боравак сликара, за изложбени простор и атељеа. Такође, сликајући у оквиру Колоније, уметници су забележили на својим платнима мотиве сићевачких пејзажа, изванредне природне феномене, са биљним богатством, народном архитектуром, непоновљивим крајоликом - разлог да село Сићево постане трајно опредељење за смештај ликовне колоније и на тај начин уђе у историју модерног српског и југословенског сликарства.
Сама зграда Уметничке колоније током 2018. и почетком 2019. године обновila je Галерија савремених ликовних уметности. Захваљујући средствима града Ниша и Министарства културе и информисања замењен је и реновирана комплетна столарија. Адаптирана су 4 мокра чвора, реновиран и опремљен спаваћи део, набављена нова техничка опрема и намештај.